# Mathias Heymann
Mathias Heymann (Marsiglia, 1º ottobre 1987) è un ballerino francese, Danseur Étoile del balleto dell'Opéra di Parigi dal 2009.

## Biografia
Mathias Heymann è nato Marsiglia, figlio di un insegnante di matematica e una ballerina marocchina. Heymann è cresciuto in Marocco, Senegal e Gibuti e, dopo essere tornato in Francia nel 1997, ha cominciato a studiare danza a Marsiglia.
Dopo aver partecipato al Youth America Grand Prix, Heymann ha ricevuto una borsa di studio per la scuola del balletto di Miami e all'età di quattordici anni è stato ammesso alla Scuola di danza dell'Opéra di Parigi. Nel 2004 si è unito al corpo di ballo del balletto dell'Opéra di Parigi, dove nel 2006 è stato promosso al rango di coryphée, nel 2007 a quello di sujet e nel 2008 a primo ballerino della compagnia. 
Infine, nel 2009 è stato nominato Danseur Étoile dopo una rappresentazione dell'Onegin di John Cranko in cui ha danzato il ruolo dell'eponimo protagonista.
Tra il 2011 e il 2013 Heymann ha passato diciotto mesi lontano dalla compagnia per riprendersi da un infortunio e nel 2012 ha vinto il Prix Benois de la Danse.
Nel corso della sua carriera all'Opéra Garnier ha danzato la gran parte dei maggiori ruoli maschili della compagnia, tra cui Rubies e Diamonds in Jewels, Frantz in Coppélia, la rosa ne Le Spectre de la Rose, Basilio in Don Chisciotte, Albrecht in Giselle, Lucien in Paquita, James ne La Sylphide, Incitatus in Caligola, Drosselmeyer e il Principe ne Lo schiaccianoci, Frollo in Notre-Dame de Paris, Solor e l'idolo d'oro ne La Bayadère, Siegfried ne Il lago dei cigni, Mercuzio e Romeo in Romeo e Giulietta, il principe Désiré ne La bella addormentata di Rudol'f Nureev e la parte del fauno ne Il pomeriggio di un fauno.